# Hlukhiv (huyện)
Huyện Hlukhiv (tiếng Ukraina: Глухівський район, chuyển tự: Hlukhivs’kyi raion) là một huyện của tỉnh Sumy thuộc Ukraina. Huyện Hlukhiv có diện tích 1661 km², dân số theo điều tra dân số ngày 5 tháng 12 năm 2001 là 31944 người với mật độ 19 người/km2. Trung tâm huyện nằm ở Hlukhiv.